# Championnat d'Algérie de football 2022-2023
 (mai 2023).
Si vous disposez d'ouvrages ou d'articles de référence ou si vous connaissez des sites web de qualité traitant du thème abordé ici, merci de compléter l'article en donnant les références utiles à sa vérifiabilité et en les liant à la section « Notes et références ».
Navigation
Ligue 1
2021-2022 Ligue 1
2023-2024
Le championnat d'Algérie de football 2022-2023 est la 61e édition du championnat d'Algérie de football et la 13e sous l'appellation de Ligue 1. Cette saison, la compétition débute le 26 août 2022 et s'achève le 15 juillet 2023. Elle oppose seize clubs, soit deux de moins que l'an passé, ce qui constitue un retour au format qui prévalait avant les perturbations provoquées par la pandémie de Covid-19. Deux équipes sont promues de deuxième division, l'USM Khenchela et le MC El Bayadh, champions respectifs des groupes Centre-Est et Centre-Ouest.
La compétition est largement dominée par le CR Belouizdad qui fait cavalier seul durant toute la saison et assure son titre à trois journées de la fin en obtenant le nul chez son dauphin, le CS Constantine. Il s'agit du dixième titre de champion de l'histoire du CRB et de son quatrième d'affilée, ce qui représente un record national. Les Chababistes avaient l'occasion de réaliser le doublé mais se sont inclinés en finale de la Coupe d'Algérie face à l'ASO Chlef.
Le championnat est marqué par une longue interruption de mi-saison s'étalant du 24 décembre 2022 au 10 février 2023 en raison de la tenue en Algérie du championnat d'Afrique des nations (CHAN 2022). Cette pause prolongée ainsi que le parcours des clubs algériens dans les compétitions africaines, notamment celui de l'USM Alger qui remporte la Coupe de la confédération, chamboulent le calendrier et retardent la fin de saison.

## Équipes participantes
| \| Alger ASO CSC ESS HBCL JSK JSS MCO NCM MCEB RCA USB USMK \| Localisation des clubs engagés dans le championnat. |
| Alger ASO CSC ESS HBCL JSK JSS MCO NCM MCEB RCA USB USMK                                                           |

| \| MCA USMA CRB PAC \| Localisation des clubs algérois engagés en L1. |
| MCA USMA CRB PAC                                                      |

Légende des couleurs
- Ligue des champions 2022-2023
- Coupe de la confédération 2022-2023
- Promu de Ligue 2 2021-2022

| Club              | Classement 2021-2022 | Entraîneur            | Stade                        | Capacité | Dernière montée | Saisons en D1 |
| ----------------- | -------------------- | --------------------- | ---------------------------- | -------- | --------------- | ------------- |
| CR Belouizdad     | 1er                  | Nabil Kouki           | Stade du 20-Août-1955        | 15 000   | 1989            | 58            |
| JS Kabylie        | 2e                   | José Riga             | Stade du 1er-Novembre-1954   | 25 000   | 1969            | 54            |
| JS Saoura         | 3e                   | Nacif Beyaoui         | Stade du 20-Août-1955        | 20 000   | 2012            | 11            |
| USM Alger         | 4e                   | Boualem Charef        | Stade Omar-Hamadi            | 17 500   | 1995            | 43            |
| CS Constantine    | 5e                   | Kheireddine Madoui    | Stade Chahid-Hamlaoui        | 22 986   | 2011            | 27            |
| Paradou AC        | 6e                   | Francisco Chaló       | Stade Omar-Benrabah          | 10 000   | 2017            | 8             |
| ES Sétif          | 7e                   | Hossam Al Badry       | Stade du 8-Mai-1945          | 25 000   | 1997            | 55            |
| MC Alger          | 8e                   | Faruk Hadžibegić      | Stade Omar-Benrabah          | 10 000   | 2003            | 54            |
| ASO Chlef         | 9e                   | Lyamine Bougherara    | Stade Mohamed-Boumezrag      | 25 000   | 2019            | 29            |
| US Biskra         | 10e                  | Chérif Hadjar         | Stade du 18-Février          | 35 000   | 2019            | 6             |
| MC Oran           | 11e                  | Omar Belatoui         | Stade Ahmed-Zabana           | 40 000   | 2009            | 58            |
| HB Chelghoum Laïd | 12e                  | Toufik Rouabah        | Stade du 11-Décembre-1961    | 10 000   | 2021            | 2             |
| NC Magra          | 13e                  | Azzedine Rahim        | Stade des Frères-Boucheligue | 15 000   | 2019            | 4             |
| RC Arbâa          | 14e                  | Fayçal Kebiche        | Stade Ismaïl-Makhlouf        | 7 000    | 2021            | 5             |
| USM Khenchela     | 1er (Ligue 2 CE)     | Nabil Neghiz          | Stade Amar Hamam             | 5 000    | 2022            | 3             |
| MC El Bayadh      | 1er (Ligue 2 CO)     | Abdelhakem Benslimane | Stade Zakaria Medjdoub       | 15 000   | 2022            | 1             |

## Compétition

### Règlement
Le classement est calculé selon le barème de points suivant : une victoire rapporte trois points, le match nul un et la défaite aucun.
En cas d'égalité de points, les critères de départage sont inchangés depuis la saison 2019-2020. Ceux-ci se présentent ainsi :
1. Plus grand nombre de points obtenus par une équipe lors des matchs joués entre les équipes en question ;
2. Meilleure différence de buts obtenue par une équipe lors des matchs joués entre les équipes en question ;
3. Meilleure différence de buts obtenue par une équipe sur l'ensemble des matchs joués par les équipes en question lors de la phase aller ;
4. Plus grand nombre de buts marqués par une équipe sur l'ensemble des matchs joués par les équipes en question lors de la phase aller ;
5. Plus grand nombre de buts marqués par une équipe sur l'ensemble des matchs joués à l'extérieur par les équipes en question lors de la phase aller ;
6. En cas d'égalité concernant tous les critères ci-dessus, un match d'appui est organisé par la LFP sur terrain neutre avec prolongation et le cas échéant tirs au but.

### Classement
| Rang | Équipe            | Pts | J  | G  | N  | P  | Bp | Bc | Diff |
| ---- | ----------------- | --- | -- | -- | -- | -- | -- | -- | ---- |
| 1    | CR Belouizdad T   | 64  | 30 | 18 | 10 | 2  | 44 | 21 | +23  |
| 2    | CS Constantine    | 50  | 30 | 14 | 8  | 8  | 39 | 26 | +13  |
| 3    | MC Alger          | 47  | 30 | 12 | 11 | 7  | 21 | 20 | +1   |
| 4    | MC El Bayadh P    | 46  | 30 | 13 | 7  | 10 | 34 | 25 | +9   |
| 5    | ASO Chlef C       | 42  | 30 | 11 | 9  | 10 | 36 | 31 | +5   |
| 6    | USM Khenchela P   | 42  | 30 | 12 | 6  | 12 | 29 | 29 | 0    |
| 7    | JS Saoura         | 42  | 30 | 11 | 9  | 10 | 32 | 25 | +7   |
| 8    | ES Sétif          | 42  | 30 | 11 | 9  | 10 | 38 | 32 | +6   |
| 9    | Paradou AC        | 41  | 30 | 11 | 8  | 11 | 35 | 33 | +2   |
| 10   | MC Oran           | 41  | 30 | 11 | 8  | 11 | 27 | 34 | -7   |
| 11   | NC Magra          | 40  | 30 | 11 | 7  | 12 | 35 | 36 | -1   |
| 12   | USM Alger         | 40  | 30 | 11 | 7  | 12 | 31 | 30 | +1   |
| 13   | US Biskra         | 40  | 30 | 10 | 10 | 10 | 30 | 29 | +1   |
| 14   | JS Kabylie        | 39  | 30 | 10 | 9  | 11 | 35 | 26 | +9   |
| 15   | RC Arbâa          | 36  | 30 | 10 | 6  | 14 | 39 | 43 | -4   |
| 16   | HB Chelghoum Laïd | 4   | 30 | 0  | 4  | 26 | 11 | 76 | -65  |

Qualifications africaines
- Ligue des champions 2023-2024
- Coupe de la confédération 2023-2024

Relégation
- Relégation en Ligue 2 2023-2024

Abréviations
- T : Tenant du titre
- P : Promu de Ligue 2 2021-2022
- C : Vainqueur de la Coupe d'Algérie 2022-2023

| Source : Classement Ligue 1 |

### Résultats
| Résultats (▼dom., ►ext.)                                   | ASO | CRB | CSC | ESS | HBCL | JSK | JSS | MCA | MCEB | MCO | NCM | PAC | RCA | USB | USMA | USMK |
| ASO Chlef                                                  |     | 0-1 | 3-2 | 4-0 | 4-0  | 1-0 | 2-1 | 0-0 | 0-0  | 2-1 | 0-1 | 1-1 | 1-1 | 2-1 | 2-1  | 2-0  |
| CR Belouizdad                                              | 1-0 |     | 2-1 | 1-0 | 4-1  | 3-2 | 2-0 | 0-0 | 1-0  | 2-0 | 3-1 | 1-1 | 0-0 | 1-1 | 3-1  | 2-0  |
| CS Constantine                                             | 3-0 | 0-0 |     | 2-0 | 2-0  | 0-0 | 2-0 | 0-2 | 3-1  | 0-0 | 1-0 | 1-0 | 2-0 | 2-1 | 3-0  | 3-1  |
| ES Sétif                                                   | 1-0 | 1-1 | 0-0 |     | 4-0  | 1-1 | 0-0 | 1-1 | 1-2  | 4-0 | 2-0 | 0-0 | 1-0 | 3-1 | 1-0  | 1-2  |
| HB Chelghoum Laïd                                          | 0-0 | 0-1 | 1-1 | 0-4 |      | 0-2 | 0-2 | 0-1 | 0-6  | 1-2 | 0-5 | 1-1 | 0-3 | 0-1 | 1-3  | 1-2  |
| JS Kabylie                                                 | 0-0 | 1-2 | 0-1 | 2-3 | 1-0  |     | 1-2 | 2-0 | 3-1  | 4-0 | 2-0 | 2-1 | 4-0 | 1-0 | 1-0  | 0-0  |
| JS Saoura                                                  | 1-1 | 0-1 | 3-1 | 1-1 | 5-0  | 2-2 |     | 2-0 | 2-0  | 1-0 | 2-0 | 0-1 | 1-0 | 1-1 | 2-0  | 1-0  |
| MC Alger                                                   | 2-1 | 0-0 | 0-0 | 1-0 | 1-1  | 1-0 | 1-1 |     | 1-0  | 1-0 | 2-1 | 2-2 | 2-0 | 0-0 | 1-0  | 1-0  |
| MC El Bayadh                                               | 2-0 | 1-3 | 3-1 | 2-0 | 1-0  | 0-0 | 2-0 | 1-0 |      | 1-1 | 1-0 | 0-0 | 3-1 | 1-1 | 0-0  | 2-0  |
| MC Oran                                                    | 0-0 | 3-1 | 0-0 | 3-1 | 2-0  | 2-1 | 1-0 | 3-0 | 1-1  |     | 0-0 | 1-0 | 2-1 | 1-0 | 1-0  | 1-1  |
| NC Magra                                                   | 4-2 | 0-0 | 2-1 | 0-1 | 5-2  | 2-1 | 1-0 | 0-1 | 1-0  | 2-0 |     | 1-2 | 0-0 | 2-1 | 1-1  | 2-1  |
| Paradou AC                                                 | 2-2 | 0-1 | 0-1 | 1-3 | 2-1  | 1-0 | 2-1 | 1-0 | 0-1  | 4-0 | 3-1 |     | 1-1 | 2-1 | 2-1  | 0-1  |
| RC Arbâa                                                   | 0-3 | 0-4 | 1-2 | 3-1 | 3-1  | 1-1 | 2-0 | 0-0 | 3-1  | 3-1 | 5-1 | 1-3 |     | 2-0 | 2-1  | 5-1  |
| US Biskra                                                  | 2-0 | 1-1 | 3-2 | 2-2 | 3-0  | 1-1 | 0-0 | 0-0 | 1-0  | 2-1 | 1-1 | 2-1 | 1-0 |     | 1-0  | 1-0  |
| USM Alger                                                  | 1-3 | 2-2 | 2-1 | 1-1 | 3-0  | 1-0 | 1-1 | 2-0 | 1-0  | 0-0 | 0-0 | 2-1 | 3-0 | 1-0 |      | 2-0  |
| USM Khenchela                                              | 2-0 | 4-0 | 1-1 | 1-0 | 2-0  | 0-0 | 0-0 | 2-0 | 0-1  | 1-0 | 1-1 | 3-0 | 2-1 | 1-0 | 0-1  |      |
| - Victoire à domicile - Match nul - Victoire à l'extérieur |     |     |     |     |      |     |     |     |      |     |     |     |     |     |      |      |

### Domicile et extérieur
| Rang | Équipe            | Pts | J  | G  | N | P  | Bp | Bc | Diff |
| ---- | ----------------- | --- | -- | -- | - | -- | -- | -- | ---- |
| 1    | CR Belouizdad     | 37  | 15 | 11 | 4 | 0  | 26 | 8  | +18  |
| 2    | CS Constantine    | 36  | 15 | 11 | 3 | 1  | 24 | 5  | +19  |
| 3    | MC Oran           | 35  | 15 | 10 | 5 | 0  | 21 | 6  | +15  |
| 4    | MC Alger          | 33  | 15 | 9  | 6 | 0  | 21 | 9  | +12  |
| 5    | USM Alger         | 33  | 15 | 9  | 6 | 0  | 16 | 6  | +10  |
| 6    | US Biskra         | 32  | 15 | 9  | 5 | 1  | 22 | 9  | +13  |
| 7    | MC El Bayadh      | 32  | 15 | 9  | 5 | 1  | 20 | 7  | +13  |
| 8    | JS Saoura         | 31  | 15 | 9  | 4 | 2  | 24 | 8  | +16  |
| 9    | USM Khenchela     | 31  | 15 | 9  | 4 | 2  | 20 | 5  | +15  |
| 10   | ASO Chlef         | 31  | 15 | 9  | 4 | 2  | 24 | 10 | +14  |
| 11   | NC Magra          | 30  | 15 | 9  | 3 | 3  | 23 | 13 | +10  |
| 12   | JS Kabylie        | 29  | 15 | 9  | 2 | 4  | 24 | 10 | +14  |
| 13   | RC Arbâa          | 29  | 15 | 9  | 2 | 4  | 31 | 20 | +11  |
| 14   | ES Sétif          | 27  | 15 | 7  | 6 | 2  | 21 | 8  | +13  |
| 15   | Paradou AC        | 26  | 15 | 8  | 2 | 5  | 21 | 15 | +6   |
| 16   | HB Chelghoum Laïd | 3   | 15 | 0  | 3 | 12 | 5  | 34 | -29  |

| Rang | Équipe            | Pts | J  | G | N | P  | Bp | Bc | Diff |
| ---- | ----------------- | --- | -- | - | - | -- | -- | -- | ---- |
| 1    | CR Belouizdad     | 27  | 15 | 7 | 6 | 2  | 18 | 13 | +5   |
| 2    | Paradou AC        | 15  | 15 | 3 | 6 | 6  | 14 | 18 | -4   |
| 3    | ES Sétif          | 15  | 15 | 4 | 3 | 8  | 17 | 24 | -7   |
| 4    | MC El Bayadh      | 14  | 15 | 4 | 2 | 9  | 14 | 18 | -4   |
| 5    | CS Constantine    | 14  | 15 | 3 | 5 | 7  | 15 | 21 | -6   |
| 6    | MC Alger          | 14  | 15 | 3 | 5 | 7  | 5  | 14 | -9   |
| 7    | ASO Chlef         | 11  | 15 | 2 | 5 | 8  | 12 | 21 | -9   |
| 8    | JS Saoura         | 11  | 15 | 2 | 5 | 8  | 8  | 17 | -9   |
| 9    | USM Khenchela     | 11  | 15 | 3 | 2 | 10 | 9  | 24 | -15  |
| 10   | JS Kabylie        | 10  | 15 | 1 | 7 | 7  | 11 | 16 | -5   |
| 11   | NC Magra          | 10  | 15 | 2 | 4 | 9  | 12 | 23 | -11  |
| 12   | USM Alger         | 8   | 15 | 2 | 2 | 11 | 9  | 21 | -12  |
| 13   | US Biskra         | 7   | 15 | 1 | 4 | 10 | 9  | 20 | -11  |
| 14   | RC Arbâa          | 7   | 15 | 1 | 4 | 10 | 8  | 23 | -15  |
| 15   | MC Oran           | 6   | 15 | 1 | 3 | 11 | 6  | 28 | -22  |
| 16   | HB Chelghoum Laïd | 1   | 15 | 0 | 1 | 14 | 6  | 42 | -36  |

## Statistiques

### Buts marqués par journée
Ce graphique représente le nombre de buts marqués lors de chaque journée

### Meilleurs buteurs
| # | Buteur                | Club           | Buts |
| - | --------------------- | -------------- | ---- |
| 1 | Mohamed Souibaâh      | ASO Chlef      | 13   |
| 1 | Mohamed Toumi         | RC Arbâa       | 13   |
| 3 | Dadi El Hocine Mouaki | JS Kabylie     | 12   |
| 3 | Sofiane Bayazid       | USM Khenchela  | 12   |
| 5 | Brahim Dib            | CS Constantine | 8    |
| 5 | Mohamed Islam Belkhir | CR Belouizdad  | 8    |
| 5 | Ahmed Kendouci        | ES Sétif       | 8    |
| 8 | Ghiles Guenaoui       | ES Sétif       | 7    |
| 8 | Leonel Wamba          | CR Belouizdad  | 7    |
| 8 | Merouane Zerrouki     | Paradou AC     | 7    |

| Source : Classement buteur Ligue 1 Mobilis |

## Bilan de la saison
- Meilleure attaque : CR Belouizdad (44 buts inscrits)
- Meilleure défense : MC Alger (20 buts encaissés)
- Premier but de la saison : Karim Aribi   6e pour le CR Belouizdad contre le HB Chelghoum Laïd (4-1) le 26 août 2022 (1re journée).
- Dernier but de la saison : Abdelkader Boussaid   84e pour l'ASO Chlef contre l'USM Khenchela (2-0) le 15 juillet 2023 (30e journée).
- Premier penalty transformé : Karim Aribi   6e (pen.) pour le CR Belouizdad contre le HB Chelghoum Laïd (4-1) le 26 août 2022 (1re journée).
- Plus large victoire à domicile : 5 buts d'écart lors de JS Saoura - HB Chelghoum Laïd (5-0) le 29 novembre 2022 (11e journée).
- Plus large victoire à l'extérieur : 6 buts d'écart lors de HB Chelghoum Laïd - MC El Bayadh (0-6) le 9 avril 2023 (22e journée).
- Plus grand nombre de buts dans une rencontre : 7 buts lors de NC Magra - HB Chelghoum Laïd (5-2) le 15 juillet 2023 (30e journée).
- Champion d'automne : CR Belouizdad
- Champion : CR Belouizdad

| Championnat                             |                           |
| Champion                                | CR Belouizdad (10e titre) |
| Dauphin                                 | CS Constantine            |
| Champion d'automne                      | CR Belouizdad             |
| Coupes                                  |                           |
| Vainqueur de la Supercoupe d'Algérie    | non jouée                 |
| Vainqueur de la Coupe d'Algérie         | ASO Chlef                 |
| Qualifications continentales            |                           |
| Ligue des champions de la CAF 2023-2024 | CR Belouizdad             |
| Ligue des champions de la CAF 2023-2024 | CS Constantine            |
| Coupe de la confédération 2023-2024     | ASO Chlef                 |
| Coupe de la confédération 2023-2024     | USM Alger                 |
| Promotions et relégations               |                           |
| Promus en Ligue 1                       | US Souf                   |
| Promus en Ligue 1                       | ES Ben Aknoun             |
| Relégués en Ligue 2                     |                           |
| RC Arbâa                                |                           |
| HB Chelghoum Laïd                       |                           |

## Parcours en Coupes d'Afrique
Le parcours des clubs Algériens en coupes d'Afrique permet détermine le coefficient de la CAF, et donc le nombre de clubs Algériens présents en coupes d'Afrique les années suivantes.
| CR Belouizdad | Ligue des champions       | Quart de final              | Mamelodi Sundowns FC |
| JS Kabylie    | Ligue des champions       | Quart de final              | ES Tunis             |
| JS Saoura     | Coupe de la confédération | Deuxième tour qualificative | SC Gagnoa            |
| USM Alger     | Coupe de la confédération | Vainqueur                   | Young Africans SC    |